# Bataille de Dikwa (17 février 2015)
Insurrection de Boko Haram
La première bataille de Dikwa se déroule le 17 février 2015 lors de l'insurrection de Boko Haram.

## Déroulement
Depuis le 3 février 2015, les troupes tchadiennes venues du Cameroun occupent la ville nigériane de Gamboru Ngala, 2 500 soldats sont déployés dans la zone.
Les combats reprennent le 17 février près de la ville de Dikwa, située sur la route de Maiduguri, à une cinquantaine de kilomètres de Gamboru Ngala. L'affrontement dure deux à trois heures, les djihadistes sont battus et prennent la fuite tandis que les Tchadiens s'emparent de leur camp,,.
Le bilan officiel communiqué le soir du 18 février par Brahim Seïd Mahamat, chef d’état-major général des armées tchadiennes, fait état de 117 djihadistes tués contre deux morts et neuf blessés pour les Tchadiens. De plus « quatre véhicules bourrés d’explosifs » et 142 motos ont été détruits.
La ville de Dikwa cependant n'est pas attaquée et demeure aux mains de Boko Haram.

## Vidéographie
- [vidéo] Exclusif : l'armée tchadienne confiante face à Boko Haram après la bataille de Dikwa, France 24, 20 février 2015.